# Cerdon (Ain)
Cerdon ist eine französische Gemeinde mit 755 Einwohnern (Stand 1. Januar 2022) im Département Ain in der Region Auvergne-Rhône-Alpes; sie gehört zum Arrondissement Nantua und zum Kanton Pont-d’Ain.

## Geografie
Die Gemeinde Cerdon liegt auf 332 m im Bugey, zwischen Nantua und Pont-d’Ain im südlichen französischen Jura-Gebirge. Die Fläche des 12,30 km² großen Gemeindegebiets umfasst eine etwa 300 m in einen der Jura-Höhenzüge (Antiklinale) eingetiefte Schlucht, eine typische Reculée-Formation im Juragebirge. Hierbei folgt die Gemeindegrenze an vielen Stellen der Abbruchkante, und der eigentliche Ort liegt im Talboden. Der Bach Veyron entwässert die Schlucht nach Westen hin und mündet bei Poncin in den Ain. Am gegenüberliegenden Ende in dem steil aufragenden Talabschluss öffnen sich Höhlen, die Grottes du Cerdon, die mehrere hundert Meter in das Karstgestein hineinführen. Im Osten dagegen erreicht das Gemeindeareal auf einer Höhe von 992 m die Chaîne de l’Avocat, ein Höhenzug, der das Ain-Tal und seine Seitentäler vom darauffolgenden Synklinaltal der Flüsse Oignin und Borrey trennt.
Die Bebauung von Cerdon folgt der Struktur der verschiedenen Seitentäler, die sich im Bereich der Ortschaft vereinigen. Der Ortsteil im östlichen Seitental trägt den Namen La Suisse. Am Westrand des Gemeindegebietes in der Schlucht des Baches Morena befindet sich der Weiler Préau. Die Nachbargemeinden sind Saint-Alban im Norden, Labalme und Vieu-d’Izenave im Osten, Izenave, Corlier und Boyeux-Saint-Jérôme im Süden sowie Mérignat und Poncin im Westen.

## Geschichte
Bei Ausgrabungen in den Höhlen von Cerdon traten 1914 Werkzeuge und Knochen aus der Jungsteinzeit (Jungpaläolithikum) zu Tage. Weitere Untersuchungen erbrachten eine ganze Abfolge von Kulturschichten (Straten) aus der Späten Bronzezeit, Latènezeit und Römerzeit (3. Jh.).
Im Mittelalter bildete Cerdon eine eigene kleine Herrschaft, deren Name auf den Familiennamen der ursprünglichen Herren zurückgeht und die spätestens ab etwa 1150 den Herren von Coligny unterstand. Erste urkundliche Erwähnungen von Cerdon finden sich ab 1215. Zu dieser Zeit vermählte sich Humbert II von Thoire mit Alix de Coligny, die die Ländereien von Cerdon als Mitgift in die Heirat einbrachte. Zwei Jahre später erlaubten sie den Kartäusern der Chartreuse de Meyriat, auf dem Gebiet von Cerdon Wein anzubauen; im Jahr 1260 folgten gewisse Freiheiten für die Einwohner. Cerdon verblieb dann unter der Herrschaft von Thoire-Villars, bis es 1402 an die Grafen von Savoyen verkauft wurde. Mit dem Vertrag von Lyon gelangte das gesamte Bugey 1601 an Frankreich.
1823 gründeten Jeanne-Marie Chavoin und der dortige Pfarrer, Jean-Claude Colin, in Cerdon die Kongregation der Sœurs Maristes.
In Cerdon entstand 1854 eine Kupferschmiede, die in La Suisse mit Wasserkraft betrieben wurde (Lage). Sie stellte 1900 auf Dampfmaschinen um und beschäftigte bis zu 80 Arbeiter. Nachdem die Kupferverarbeitung unrentabel geworden war, wurde sie von 1980 bis 2010 als Museumsbetrieb weitergeführt. Seit 2013 sind die Gebäude und Einrichtungen als Monument historique geschützt.
Als Teil eines umfangreichen Netzes von Überlandstraßenbahnen im Ain, die Tramways de l’Ain, wurde Cerdon 1897 Endpunkt einer 25 Kilometer langen Verbindung nach Ambérieu-en-Bugey, die bis 1951 in Betrieb war.
Während der deutschen Besatzung im Zweiten Weltkrieg war Cerdon mehrfach Ziel von Aktionen gegen die Maquis. So wurden im Februar und Juli 1944 der Ort durchsucht und einzelne Personen verhaftet bzw. Häuser angezündet. Zum Gedenken wurden in den 1950er Jahren ein Mahnmal und ein Gräberfeld angelegt.

## Bevölkerungsentwicklung
| Jahr                       | 1962 | 1968 | 1975 | 1982 | 1990 | 1999 | 2011 | 2020 |
| Einwohner                  | 709  | 724  | 652  | 647  | 672  | 672  | 741  | 771  |
| Quellen: Cassini und INSEE |      |      |      |      |      |      |      |      |

Mit 755 Einwohnern (Stand 1. Januar 2022) gehört Cerdon zu den kleinen Gemeinden des Départements Ain. Nachdem die Einwohnerzahl in der zweiten Hälfte des 19. und ersten Hälfte des 20. Jahrhunderts kontinuierlich abgenommen hatte (1861 wurden noch 1770 Einwohner gezählt), schwankt sie seit den 1960er Jahren um den heutigen Wert. Die Ortsbewohner von Cerdon heißen auf Französisch Cerdonnais(es).

## Sehenswürdigkeiten

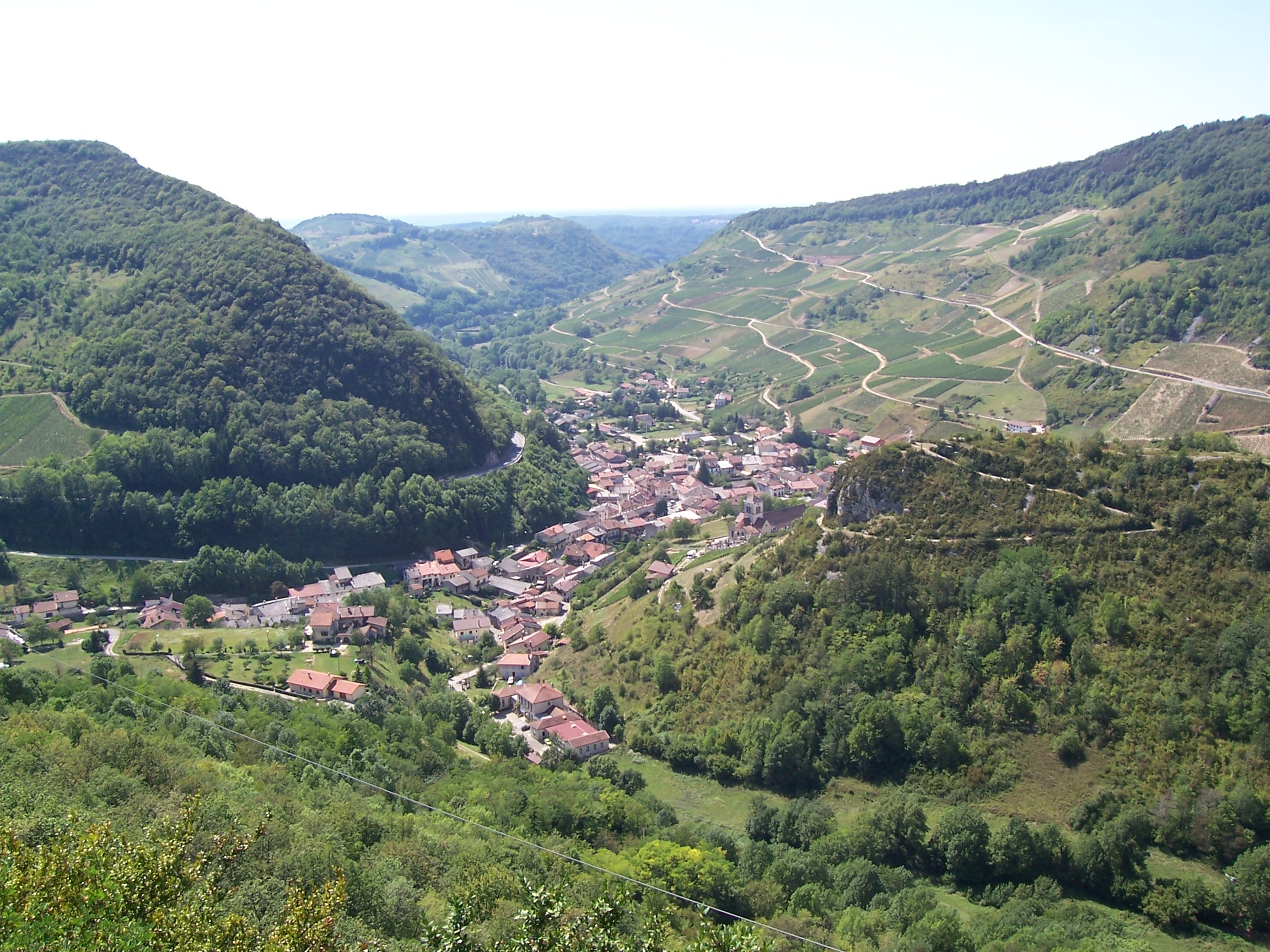
Blick auf die Schlucht von Cerdon und das Dorf

Bereits die Aussicht auf das in den Boden der Schlucht eingepasste Dorf ist eine Sehenswürdigkeit. Die Hänge sind teilweise bewaldet oder mit Weinbergen bepflanzt, und Felsformationen wie der Mont Carmier, Mont Chatel oder Rocher de St. Alban überragen das Dorf. Talaufwärts von Préau gibt es einen kleinen Wasserfall, die Cascade de la Fouge (Lage).

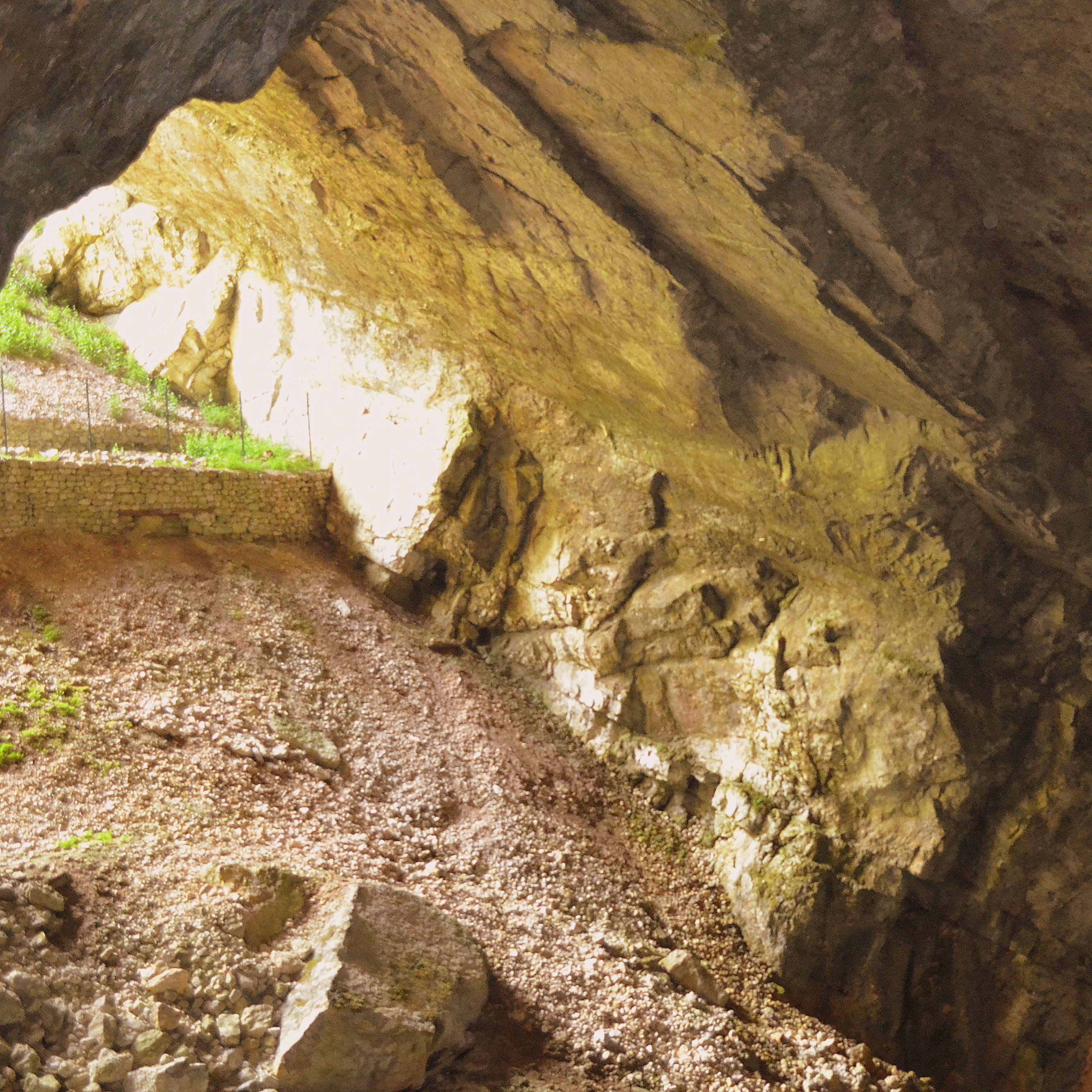
Einer der Zugänge zu den Höhlen von Cerdon

In der Abbruchkante zur Schlucht von Cerdon und größtenteils unter dem Gemeindeboden von Labalme befinden sich die Grottes du Cerdon (Lage), ein System aus mehreren zum Teil zu Besuchszwecken verbundenen Höhlen, die im Sommerhalbjahr besichtigt werden können. Die im quartären Eiszeitalter durch unterirdische Flüsse geschaffenen und dann trocken gefallenen Höhlen waren über lange Zeit von Menschen bewohnt, wie große Mengen Asche- und Knochenreste bezeugen. Zwischen 1933 und 1959 wurde die große, durchgängig kühle Kaverne zur Reifung von Käse benutzt. Zu Beginn der 1980er Jahre wurde schließlich ein großer Teil des Höhlensystems für Besucher zugänglich gemacht. Inzwischen zählen die Höhlen mit 25.000 Besuchern im Jahr (Stand 2010) zu den zehn beliebtesten Sehenswürdigkeiten im Départment Ain.

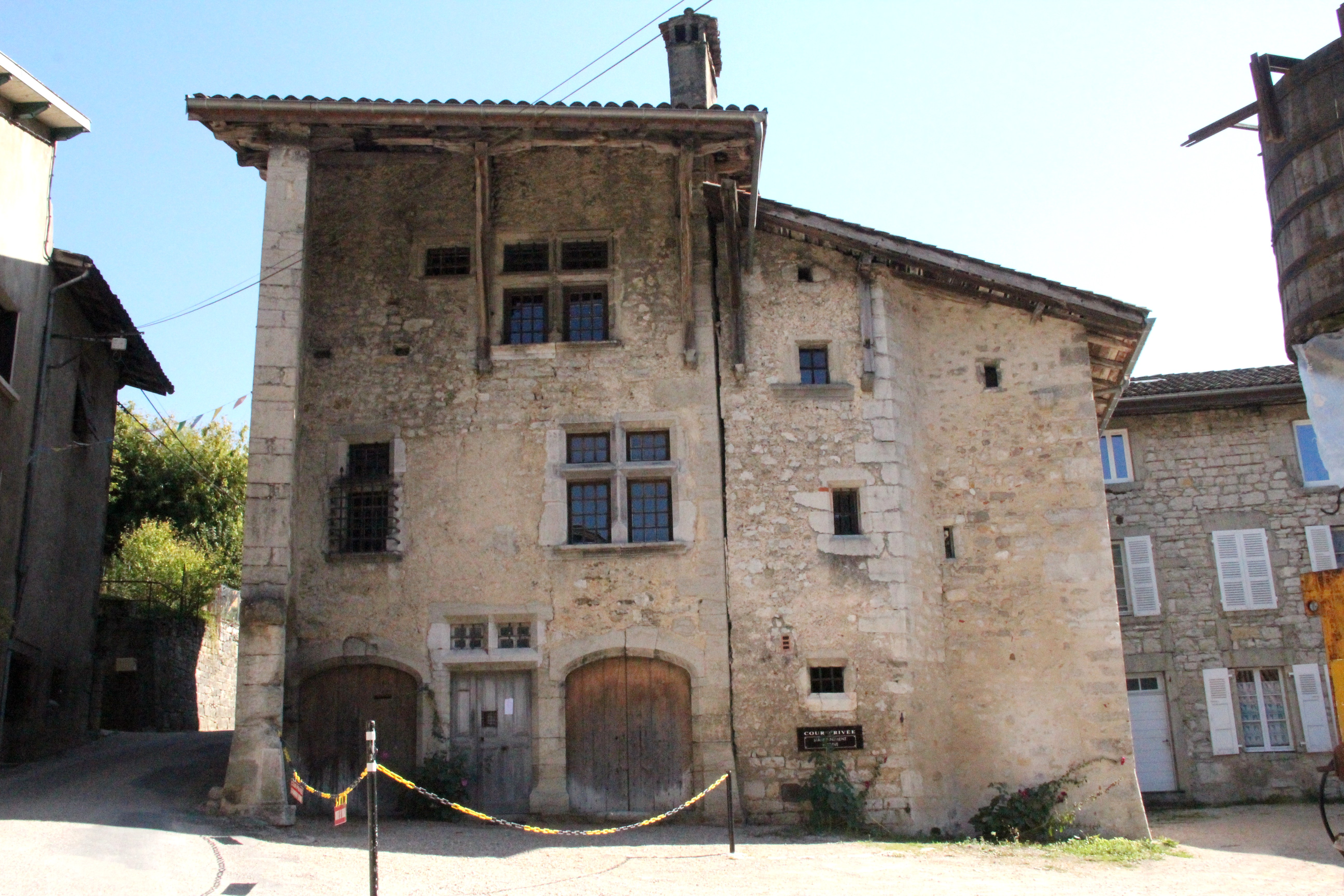
Haus aus dem 15. Jh. im Ortsteil La Suisse

Das Château d’Épierre (Lage) oberhalb von Préau ist ein mittelalterlicher Weinkeller aus dem 12. und 13. Jahrhundert, der den Kartäusern von Meyriat gehörte. Im untersten Geschoss befindet sich der Gewölbekeller, zwei darüber liegende Etagen wurden im 16. Jahrhundert verändert bzw. hinzugefügt. Ein Brand hat Teile der oberen Etagen wieder zerstört. Das Gebäude ist seit 2005 als monument historique eingeschrieben. Im Ortsteil La Suisse steht außerdem noch ein mehrstöckiges Haus aus dem 15. Jahrhundert (Lage). Von einer Burg La Bâtie (Lage) am oberen Ende der Reculée sind noch Ruinen erhalten.
Die Pfarrkirche von Cerdon ist Johannes dem Täufer gewidmet und wurde 1479 als Stiftskirche errichtet. Sie liegt auf einer Anhöhe über dem Dorfkern und wurde im 18. Jahrhundert umfassend umgebaut und erweitert (Lage).
Das den Maquis des Ain und der Résistance gewidmete Mahnmal (Mémorial des maquis de l’Ain et de la Résistance, Lage) liegt an einer Pont d’Enfer genannten, engen Kurve der Hauptstraße D1084 an einer Stelle, an der sich eine der ersten Maquis-Gruppen gebildet hatte. Das Mahnmal wurde 1951 eingeweiht und besteht aus einer 17 Meter hohen Steinskulptur und zeigt eine Frauenfigur, die sich von einer Kette befreit. Daneben befindet sich ein Gräberfeld, in dem 88 Maquis und Opfer der Besatzung bestattet sind.

## Baudenkmäler
Siehe: Liste der Monuments historiques in Cerdon (Ain)

## Wirtschaft und Infrastruktur

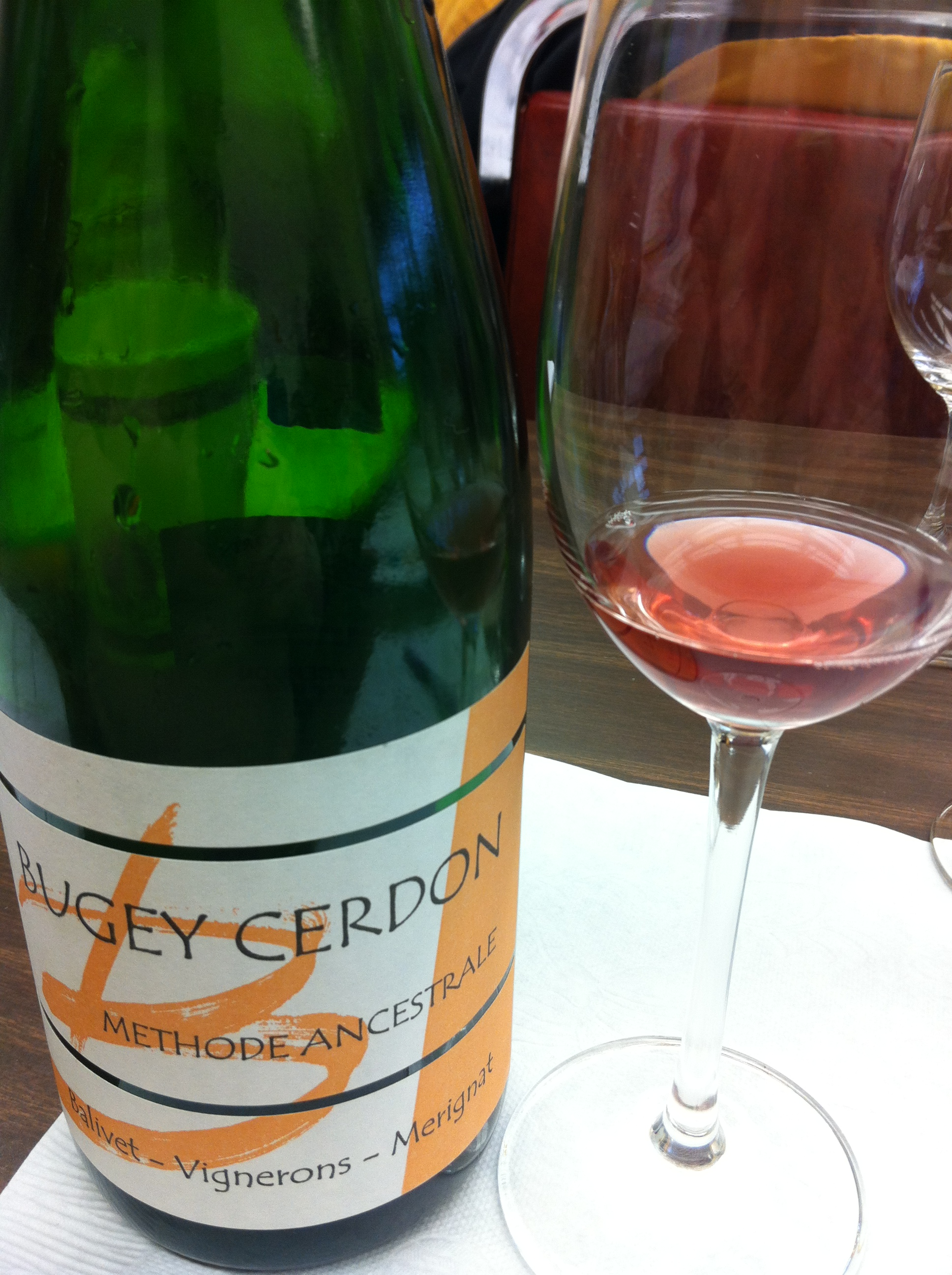
Cerdon-Wein

Cerdon war und ist durch die Weinbau geprägt. An den nach Süden ausgerichteten Hanglagen oberhalb des Ortes werden die Rebsorten Poulsard und Gamay anbauen, aus denen unter der geschützten Herkunftsbezeichnung Cerdon ein Rosé-Schaumwein mit etwa 8 % Alkoholgehalt produziert wird. Die nicht im Weinbau Erwerbstätigen sind zumeist Pendler, die in den größeren Ortschaften der Umgebung ihrer Arbeit nachgehen.
Die Departementsstraße D1084, die alte Fernstraße N84 von Lyon nach Genf, führt durch Cerdon und nutzt das Seitental bei La Suisse, um den Höhenunterschied der Schluchtwände zu überwinden. Eine Nebenstraße verbindet Cerdon auf einem steileren Profil direkt mit Ceignes. Die Autobahn A40 verläuft nördlich der Gemeinde, der nächste Anschluss befindet sich zwölf Kilometer entfernt in Saint-Martin-du-Frêne.
In Cerdon befindet sich eine staatliche école primaire (Grundschule mit eingegliederter Vorschule).

## Persönlichkeiten
- Abraham de Vermeil (1555–1620), Dichter
- Jean-Baptiste Goiffon (1658–1730), Mediziner und Botaniker
- Jean-Claude Colin (1790–1875), Gründer des Maristenordens
- Marie Philibert Constant Sappey (1810–1896), Anatom und Lymphgefäßspezialist